# Murmadi
Murmadi es una ciudad censal situada en el distrito de Bhandara en el estado de Maharashtra (India). Su población es de 7576 habitantes (2011). 

## Demografía
Según el censo de 2011 la población de Murmadi era de 7576 habitantes, de los cuales 3862 eran hombres y 3714 eran mujeres. Murmadi tiene una tasa media de alfabetización del 93,17%, superior a la media estatal del 82,34%: la alfabetización masculina es del 96,15%, y la alfabetización femenina del 90,13%.